# Mistrzostwa Europy w Saneczkarstwie 2022 (tory naturalne)
29. Mistrzostwa Europy w saneczkarstwie na torach naturalnych 2022 odbyły się w dniach 11 – 13 lutego we włoskim Laas. Rozegrane zostały cztery konkurencje: jedynki kobiet, jedynki mężczyzn, dwójki mężczyzn oraz zawody drużynowe.

## Terminarz i medaliści
| Data           | Miejscowość | Konkurencja      | Złoto                                  | Srebro                                     | Brąz                                               |
| -------------- | ----------- | ---------------- | -------------------------------------- | ------------------------------------------ | -------------------------------------------------- |
| 12 lutego 2022 | Laas        | Jedynki kobiet   | Evelin Lanthaler                       | Greta Pinggera                             | Tina Unterberger                                   |
| 13 lutego 2022 | Laas        | Jedynki mężczyzn | Alex Gruber                            | Michael Scheikl                            | Patrick Pigneter                                   |
| 12 lutego 2022 | Laas        | Dwójki mężczyzn  | Rosja Pawieł Porszniew · Iwan Łazariew | Włochy Patrick Pigneter · Florian Clara    | Austria Fabian Achenrainer · Simon Achenrainer     |
| 13 lutego 2022 | Laas        | Drużynowe        | Włochy Evelin Lanthaler · Alex Gruber  | Austria Tina Unterberger · Michael Scheikl | Rosja Jekatierina Ławrientjewa · Aleksandr Jegorow |

## Wyniki

### Jedynki kobiet
- Data: 12 lutego 2022

| Miejsce | Zawodniczka              | Narodowość | 1. zjazd | 2. zjazd | Czas    | Strata |
| ------- | ------------------------ | ---------- | -------- | -------- | ------- | ------ |
|         | Evelin Lanthaler         | Włochy     |          |          | 2:05.16 | -      |
|         | Greta Pinggera           | Włochy     |          |          |         | +1.14  |
|         | Tina Unterberger         | Austria    |          |          |         | +1.30  |
| 4.      | Jekatierina Ławrientjewa | Rosja      |          |          |         | +2.07  |
| 5.      | Nadine Staffler          | Włochy     |          |          |         | +2.44  |
| 6.      | Daniela Mittermair       | Włochy     |          |          |         | +3.31  |
| 7.      | Lisa Walch               | Niemcy     |          |          |         | +3.58  |
| 8.      | Riccarda Rütz            | Austria    |          |          |         | +3.80  |
| 9.      | Daria Maleeva            | Rosja      |          |          |         | +4.71  |
| 10.     | Sara Bachmann            | Niemcy     |          |          |         | +6.48  |
| . . .   |                          |            |          |          |         |        |
| 15.     | Julia Płowy              | Polska     |          |          |         | +8.41  |
| 16.     | Klaudia Promny           | Polska     |          |          |         | +11.13 |
| 22.     | Paulina Lipińska         | Polska     |          |          |         | +27.32 |

### Jedynki mężczyzn
- Data: 13 lutego 2022

| Miejsce | Zawodniczka         | Narodowość | 1. zjazd | 2. zjazd | Czas    | Strata |
| ------- | ------------------- | ---------- | -------- | -------- | ------- | ------ |
|         | Alex Gruber         | Włochy     |          |          | 2:03.65 | -      |
|         | Michael Scheikl     | Austria    |          |          |         | +0.07  |
|         | Patrick Pigneter    | Włochy     |          |          |         | +0.82  |
| 4.      | Florian Clara       | Włochy     |          |          |         | +0.93  |
| 5.      | Thomas Kammerlander | Austria    |          |          |         | +1.00  |
| 6.      | Mathias Troger      | Włochy     |          |          |         | +1.21  |
| 7.      | Aleksandr Jegorow   | Rosja      |          |          |         | +1.29  |
| 8.      | Grigorij Bukin      | Rosja      |          |          |         | +1.55  |
| 9.      | Fabian Achenrainer  | Austria    |          |          |         | +2.49  |
| 10.     | Jurij Tałych        | Rosja      |          |          |         | +2.56  |
| . . .   |                     |            |          |          |         |        |
| 25.     | Adrian Machnik      | Polska     |          |          |         | +14.82 |

### Dwójki
- Data: 12 lutego 2022

| Miejsce | Zawodniczka                          | Narodowość | 1. zjazd | 2. zjazd | Czas    | Strata |
| ------- | ------------------------------------ | ---------- | -------- | -------- | ------- | ------ |
|         | Paweł Porszniew Iwan Łazariew        | Rosja      |          |          | 2:13.15 | -      |
|         | Patrick Pigneter Florian Clara       | Włochy     |          |          |         | +0.08  |
|         | Fabian Achenrainer Simon Achenrainer | Austria    |          |          |         | +0.36  |
| 4.      | Patrick Lambacher Matthias Lambacher | Włochy     |          |          |         | +0.56  |
| 5.      | Aleksandr Jegorow Piotr Popow        | Rosja      |          |          |         | +2.46  |
| 6.      | Stanisław Kowszik Ilja Tarasow       | Rosja      |          |          |         | +2.54  |
| 7.      | Bine Mekina Blaz Mekina              | Słowenia   |          |          |         | +6.42  |
| 8.      | Myroslav Lenko Ivan Lenko            | Ukraina    |          |          |         | +7.83  |
| 9.      | Matevs Vertelj Vid Kralj             | Słowenia   |          |          |         | +8.09  |
| 10.     | Tomáš Hašek David Rydl               | Czechy     |          |          |         | +12.11 |

### Drużynowe
- Data: 13 lutego 2022

| Medal | Zawodnicy                                  | Narodowość | Czas    | Strata |
| ----- | ------------------------------------------ | ---------- | ------- | ------ |
|       | Evelin Lanthaler/Alex Gruber               | Włochy     | 2:06,80 |        |
|       | Tina Unterberger/Michael Scheikl           | Austria    | 2:07,73 |        |
|       | Jekatierina Ławrientjewa/Aleksandr Jegorow | Rosja      | 2:08,19 |        |
| 4.    | Lisa Walch/Simon Dietz                     | Niemcy     | 2:10,76 |        |
| 5.    | Anastasia Slyusar/Myrosław Lenko           | Ukraina    | 2:14,96 |        |
| 6.    | Nika Nemec/Bine Mekina                     | Słowenia   | 2:16,02 |        |
| 7.    | Julia Płowy/Adrian Machnik                 | Polska     | 2:20,64 |        |

## Klasyfikacja medalowa
| Miejsce | Państwo | złoto | srebro | brąz | Razem |
| ------- | ------- | ----- | ------ | ---- | ----- |
| 1.      | Włochy  | 3     | 2      | 1    | 6     |
| 2.      | Rosja   | 1     | 0      | 1    | 2     |
| 3.      | Austria | 0     | 2      | 2    | 4     |